# Numeri birmani
I numeri birmani (မြန်မာဂဏန်း, [mjàɴmà ɡa̰náɴ]) sono l'insieme dei simboli tradizionalmente usati nella lingua birmana, affiancati dai numeri arabi anch'essi molto diffusi. I numeri birmani seguono il sistema di numerazione indo-arabo, comunemente usato nel resto del mondo.

## Numeri di base

I numeri birmani nei vari stili di scrittura (da zero a nove)

### Da zero a nove
| Numero | Birmano | Birmano         | Birmano   |
| Numero | Numero  | Scritto (MLCTS) | IPA       |
| ------ | ------- | --------------- | --------- |
| 0      | ၀       | သုည1 (su.nya.)   | θòʊɴɲa̰    |
| 1      | ၁       | တစ် (tac)        | tɪʔ       |
| 2      | ၂       | နှစ် (hnac)       | n̥ɪʔ       |
| 3      | ၃       | သုံး (sum:)        | θóʊɴ      |
| 4      | ၄       | လေး (le:)         | lé        |
| 5      | ၅       | ငါး (nga:)        | ŋá        |
| 6      | ၆       | ခြောက် (hkrauk)     | tɕʰaʊʔ    |
| 7      | ၇       | ခုနစ် (hku. nac)  | kʰʊ̀ɴ n̥ɪʔ2 |
| 8      | ၈       | ရှစ် (hrac)       | ʃɪʔ       |
| 9      | ၉       | ကိုး (kui:)        | kó        |
| 10     | ၁၀      | ဆယ် (ta. hcai)   | sʰɛ̀       |

1 Il numero birmano corrispondente allo zero deriva dal sanscrito śūnya.

2 Può essere abbreviato in kʰʊ̀ɴ nelle liste, come ad esempio nelle liste di numeri telefonici.
Il birmano parlato ha regole di pronuncia che riguardano i numeri quando sono combinate con altre parole, siano esse altri numeri (ad esempio, le decine, le centinaia, le migliaia ecc.) oppure di classificatori.
- Per i numeri uno, due, e sette (i quali finiscono tutti con la rima [-ɪʔ]), quando combinate, si trasforma in vocale aperta, in questo caso lo scevà ([ə])
- Per i numeri tre, quattro, cinque, e nove, le quali hanno tutte un tono lungo (simile al primo tono della lingua cinese), quando combinate, se la parola che segue comincia con una consonante, essa si trasforma in consonante sonora ၄၀, "40" is pronounced [lé zɛ̀], e non [lé sʰɛ̀]). Altri suffissi come ad esempio ထောင် ([tʰàʊɴ]; mille), သောင်း ([θáʊɴ]; diecimila), သိန်း ([θéɪɴ]; centomila), e သန်း ([θáɴ]; milione) si trasformano rispettivamente in ([dàʊɴ]; mille), ([ðáʊɴ]; diecimila), ([ðéɪɴ]; centomila), e [ðáɴ]; milione).
- Per i numeri sei e otto, non vi è nessuna variazione di pronuncia.

Queste variazioni di pronuncia sono confinate esclusivamente al birmano parlato e non ci sono variazioni nella scrittura.

### Da dieci a un milione
| Numero     | Birmano  | Birmano | Birmano                 |
| Numero     | Numero   | Scritto | IPA                     |
| ---------- | -------- | ------- | ----------------------- |
| 10         | ၁၀       | တစ်ဆယ်    | təsʰɛ̀1                  |
| 11         | ၁၁       | တစ်ဆယ်တစ်  | təsʰɛ̰ tɪʔ or sʰɛʔ tɪʔ   |
| 12         | ၁၂       | တစ်ဆယ်နှစ်  | təsʰɛ̰ n̥ɪʔ or sʰɛʔ n̥ɪʔ   |
| 20         | ၂၀       | နှစ်ဆယ်    | n̥əsʰɛ̀                   |
| 21         | ၂၁       | နှစ်ဆယ့်တစ်  | n̥əsʰɛ̰ tɪʔ or n̥əsʰɛʔ tɪʔ |
| 22         | ၂၂       | နှစ်ဆယ့်နှစ်  | n̥əsʰɛ̰ n̥ɪʔ or n̥əsʰɛʔ n̥ɪʔ |
| 100        | ၁၀၀      | ရာ       | jà                      |
| 1 000      | ၁၀၀၀     | ထောင်      | tʰàʊɴ1                  |
| 10 000     | ၁၀၀၀၀    | သောင်း      | θáʊɴ1                   |
| 100 000    | ၁၀၀၀၀၀   | သိန်း      | θéɪɴ1                   |
| 1 000 000  | ၁၀၀၀၀၀၀  | သန်း      | θáɴ1                    |
| 10 000 000 | ၁၀၀၀၀၀၀၀ | ကုဋေ      | ɡədè                    |
| 1 × 1014   | .        | ကောဋိ      | kɔ́dḭ                    |
| 1 × 1021   | .        | ပကောဋိ     | pəkɔ́dḭ                  |
| 1 × 1028   | .        | ကောဋိပကောဋိ   | kɔ́dḭpəkɔ́dḭ              |
| 1 × 1035   | .        | နဟုတံ     | nəhoʊ̼ʔtàɴ               |
| 1 × 1042   | .        | နိန္နဟုတံ   | neɪɴnəhoʊ̼ʔtàɴ           |
| 1 × 1049   | .        | အက္ခဘေိဏီ   | ʔɛʔkʰàbènì              |
| 1 × 1056   | .        | ဗိန္ဒု     | beɪɴdu̼                  |
| 1 × 1063   | .        | အဗ္ဗုဒ    | àɴbu̼da̼                  |
| 1 × 1070   | .        | နိရဗ္ဗုဒ   | ni̼ràɴbu̼da̼               |
| 1 × 1077   | .        | အဗဗ     | ʔəbəba̼                  |
| 1 × 1084   | .        | အဋဋ     | ʔətəta̼                  |
| 1 × 1091   | .        | သောကန္ဓိက   | θɔ́kàɴdi̼ka̼               |
| 1 × 1098   | .        | ဥပ္ပလ    | ʔoʊ̯pəla̼                 |
| 1 × 10105  | .        | ကုမုဒ     | ku̼mùda̼                  |
| 1 × 10112  | .        | ပဒုမ     | pədùma̼                  |
| 1 × 10119  | .        | ပုဏ္ဍရိက   | pòʊ̯dəri̼ka̼               |
| 1 × 10126  | .        | ကထာန     | kətàna̼                  |
| 1 × 10133  | .        | မဟာကထာန   | məhàkətàna̼              |
| 1 × 10140  | .        | အသင်္ချေ2   | əθìɴ tɕʰèi              |

1 Si trasforma in consonante sonora dopo tre, quattro, cinque e sei.
2 Athinche (အသင်္ချေ) talvolta significa "troppo grande per essere contato".
I numeri da 10 a 99 sono sempre espressi senza includere တစ် (uno).
Un'altra regola di pronuncia cambia il posto della cifra (le decine, le centinaia, le migliaia) da tono basso a tono stridulo.
- Le posizioni decimale da 10 (တစ်ဆယ်) fino a 107 (ကုဋေ) ha incrementi di 101. Per numeri ancora più grandi, gli incrementi sono di 107. I numeri da 1014 (ကောဋိ) fino a 10140 (အသင်္ချေ) hanno incrementi di 107.
- Ci sono in totale 27 posizioni decimali principale nei numeri birmani che vanno da 1×100 a 10140
- Numeri nella posizione delle decine: la parola e la pronuncia cambiano da ဆယ် ([sʰɛ̀], tono basso) a ဆယ့် ([sʰɛ̰], tono stridulo), eccetto per i numeri divisibili per 10 (10, 20, 30, etc.). In particolari discorsi, il cambio di pronuncia è più radicale e si passa da ([sʰɛʔ] a [zɛʔ]).
- Numeri nella posizione delle centinaia: la parola e la pronuncia passano da ရာ ([jà], tono basso) a ရာ့ ([ja̰], tono stridulo), eccetto per i numeri divisibili per 100.
- Numeri nella posizione delle migliaia: si passa da (MY)  ([tʰàʊɴ], tono basso) a ထောင့် ([tʰa̰ʊɴ], tono), eccetto per i numeri divisibili per 1000.

Ad esempio, 301 è pronunciato [θóʊɴ ja̰ tɪʔ] (သုံးရာ့တစ်), mentre 300 è pronunciato [θóʊɴ jà] (သုံးရာ).
Come in italiano, le cifre di un numero sono espresse con le posizioni decimali in ordine decrescente. Per esempio, 1.234.567 è scritto come nella seguente tabella (le porzioni messe in evidenza rappresentano numeri il cui tono si è spostato da basso a stridulo):
| Numero  | Numero   | 1,000,000 | 200,000     | 30,000    | 4,000   | 500          | 60         | 7 |
| Birmano |          |           |             |           |         |              |            |   |
| IPA     | [təθáɴ]1 | [n̥əθeɪɴ]1 | [θóʊɴ ðáʊɴ] | [lé da̰ʊɴ] | [ŋá ja̰] | [tɕʰaʊʔ sʰɛ̰] | [kʰʊ̀ɴ n̥ɪʔ] |   |
| Scritto | တစ်သန်း     | နှစ်သိန်း      | သုံးသောင်း         | လေးထောင့်       | ငါးရာ့      | ခြောက်ဆယ့်         | ခုနစ်        |   |

1 Quando combinate con la posizione decimale, le pronunce per 1 e 2 passano da un "tono controllato" (occlusiva glottidale sorda) a una vocale aperta ([ə]).

#### Regola dei numeri tondi
Quando un numero è usato come aggettivo, l'ordine delle parole normale è: numero + classificatore (ad esempio, ၅ ခွက် per "5 tazze"). Ciononostante, per i numeri tondi (numeri che terminano con zeri), l'ordine delle parole è invertito in: classificatore + numero (ad esempio, ပုလင်း ၂၀, e non ၂၀ ပုလင်း, per "20 bottiglie"). L'eccezione a questa regola è il numero 10, che segue l'ordine normale delle parole.

### Numeri ordinali
I numeri ordinali, dal primo al decimo, sono equivalenti al pali, ma pronunciati in modo diverso. Precedono il sostantivo. Oltre ciò, i numeri cardinali possono trasformati in ordinali aggiungendo il suffisso မြောက် ([mjaʊʔ], lit. "sollevare") al numero nel seguente ordine: numero + classificatore + မြောက်.
| Ordinale | Birmano | Birmano   | Equivalente pali |
| Ordinale | Birmano | IPA       | Equivalente pali |
| -------- | ------- | --------- | ---------------- |
| Primo    | ပထမ     | pətʰəma̰   | paṭhama          |
| Secondo  | ဒုတိယ     | dṵtḭja̰    | dutiya           |
| Terzo    | တတိယ     | taʔtḭja̰   | tatiya           |
| Quarto   | စတုတ္ထ    | zədoʊʔtʰa̰ | catuttha         |
| Quinto   | ပဉ္စမ    | pjɪ̀ɴsəma̰  | pañcama          |
| Sesto    | ဆဋ္ဌမ    | sʰaʔtʰa̰ma̰ | chaṭṭhama        |
| Settimo  | သတ္တမ    | θaʔtəma̰   | sattama          |
| Ottavo   | အဋ္ဌမ    | ʔaʔtʰama̰  | aṭṭhama          |
| Nono     | နဝမ     | nəwəma̰    | navama           |
| Decimo   | ဒသမ     | daʔθəma̰   | dasama           |

### Numeri decimali e frazionari
In parole povere, i numeri decimali sono formati aggiungendo ဒသမ ([daʔθəma̰], derivato dal pali e col significato 'decimo') come separatore decimale. Per esempio, 10,1 è scritto come ဆယ် ဒသမ တစ် ([sʰè da̰ (daʔ) θəma̰ tɪʔ]).
Un mezzo (1/2) è scritto come တစ်ဝက် ([təwɛʔ]), sebbene ထက်ဝက်, အခွဲ e အခြမ်း siano anche usati. Un quarto (1/4) è scritto come အစိတ် ([ʔəseɪʔ]) o တစ်စိတ်.
Altri numeri frazionari sono espressi verbalmente come: denominatore + ပုံ ([pòʊɴ]) + numeratore + ပုံ. ပုံ alla lettera significa "porzione". Per esempio, 3/4 si scrive လေးပုံသုံးပုံ, alla lettera "di quattro porizioni, tre porzioni".

### Numeri alternativi
Nella lingua birmana si ritrovano anche altre forme per i numeri, di origine non tibeto-birmana, in genere derivate dal pali o dal sanscrito. Queste forme sono estremamente rare nel birmano moderno.
| Number | Derivate dal pali          | Derivate dal sanscrito       | Derivate dall'hindi |
| ------ | -------------------------- | ---------------------------- | ------------------- |
| 1      | ဧက ([ʔèka̰], dal pali ḗka)  |                              |                     |
| 2      | ဒွိ ([dwḭ], dal pali dvi)    |                              |                     |
| 3      | တိ (dal pali ti)            | တြိ ([tɹḭ], dal sanscrito tri) |                     |
| 4      | စတု ([zətṵ], dal pali catu) |                              | ဇယ (dall'hindi चार)  |